# Березівка (Любарська селищна громада)
Бере́зівка — село в Україні, у Любарській селищній територіальній громаді Житомирського району Житомирської області. Кількість населення становить 970 осіб (2001). У 1923—2017 роках — адміністративний центр однойменної сільської ради.

## Загальна інформація
Село розташоване за 25 км південніше Любара та за 20 км від найближчої залізничної станції Адампіль.

## Населення
В кінці 19 століття в селі нараховувалося 110 дворів та 603 мешканці.
У 1972 році кількість мешканців становила 1 042 особи, дворів — 295.
Відповідно до результатів перепису населення СРСР, кількість населення, станом на 12 січня 1989 року, становила 1 013 осіб.
Станом на 5 грудня 2001 року, відповідно до перепису населення України, кількість мешканців села становила 970 осіб.

### Мова
Розподіл населення за рідною мовою за даними перепису 2001 року:
| Мова       | Кількість | Відсоток |
| ---------- | --------- | -------- |
| українська | 960       | 98.97%   |
| російська  | 10        | 1.03%    |
| Усього     | 970       | 100%     |

## Історія
Відоме з 1601 року. Наприкінці XIX століття — село Качанівської (згодом — Терешпільська) волості Літинського повіту Подільської губернії. Мало церкву, каплицю; найближча поштова станція перебувала в містечку Любар. Було поділено на 4 частини: Амброзієві Барановському належало 256 десятин землі, Люциї Сікорській — 289 десятин, Людвіці Горській — 188 десятин та Юлії Романовій — 78.
У 1923 році увійшло до складу новоствореної Березівської сільської ради, яка з 7 березня 1923 року стала частиною новоутвореного Терешпільського району Вінницької округи, адміністративний центр ради. Разом із сільською радою входило до складу Любарського району Бердичівської округи (17 червня 1925 р.), Дзержинського (30 грудня 1962 р.) та Любарського (4 січня 1965 р.) районів Житомирської області.
На фронтах Другої світової війни воювали 204 селян, 76 з них загинули, 102 нагороджені орденами та медалями. На їх честь, 9 травня 1965 року, в селі відкрито обеліск Слави.
В радянські часи в селі була центральна садиба колгоспу, в користуванні котрого було 2 788 га угідь, з них 2 303 га — ріллі. Господарство вирощувало зернові й технічні культури, розвивало м'ясо-молочне тваринництво. В селі була восьмирічна школа, клуб, бібліотека, фельдшерсько-акушерський пункт, дитячі ясла, побутова майстерня.
10 березня 2017 року село увійшло до складу новоствореної Любарської селищної територіальної громади Любарського району Житомирської області. 19 липня 2020 року, разом з громадою, включене до складу новоствореного Житомирського району Житомирської області.